# Chokaia pictibasis
Chokaia pictibasis är en fjärilsart som beskrevs av George Francis Hampson 1897. Chokaia pictibasis ingår i släktet Chokaia och familjen tandspinnare. Inga underarter finns listade i Catalogue of Life.